# Michael Craig-Martin
Michael Craig-Martin, né à Dublin en 1941, est un artiste peintre irlandais.
Il est membre de la Royal Academy of Arts depuis 2006.
Il est professeur au Goldsmith's college of art à Londres.

## Biographie
Michael Craig-Martin naît en 1941 à Dublin.
Il vit aux États-Unis de 1946 à 1966 et étudie à l'Université Yale de 1961 à 1966. Il retourne en Grande-Bretagne de 1966 à 1981, travaillant au King's College (Cambridge).

## Expositions personnelles
- 2019 : Sculpture, Galerie Gagosian, Londres[3]

## Distinctions
- Ordre de l'Empire britannique à titre civil : Commandeur de l'Ordre